# Creuer lleuger Miguel de Cervantes (1930)
El Miguel de Cervantes era un creuer lleuger de la classe Cervera, pertanyent a la Marina espanyola. Es va construir conforme al Reial Decret del 31 de març de 1926 dins del projecte de construccions navals del contraalmirall Honorio Cornejo. Va ser avarat al Ferrol el 15 de maig de 1928 i retirat del servei el 1964.

## Historial
Va realitzar les proves de mar el desembre de 1929, en les quals va arribar als 35 nusos, tres més dels exigits pel contracte. Al costat del Cervera, durant la Revolució d'Astúries de 1934 va disparar sobre el barri de Cimadevilla i al costat del Jaime I, va traslladar tropes i munició a Gijón.
El Libertad i el Miguel de Cervantes van salpar del Ferrol el 17 de juliol de 1936, després de rebre ordres de dirigir-se a l'Estret a la matinada del 18. Quan van aprendre la notícia del cop, les tripulacions es van rebel·lar contra els seus comandaments el 19 de juliol abans que aquests prenguessin clar partit pels sublevats. L'esquadra republicana, composta pel Jaime I, Libertad, Miguel de Cervantes i set destructors de la classe Churruca, es va concentrar a la ciutat internacional de Tànger el 20 de juliol i va procedir a bloquejar l'Estret. El 22 de juliol, els creuers Libertad i Miguel de Cervantes, el cuirassat Jaime I i set destructors van participar en el bombardeig de la Línia i el 25 de juliol en el de Ceuta. Des d'aquest moment, l'esquadra governamental va utilitzar el port de Màlaga per mantenir el bloqueig de l'Estret de Gibraltar. El 21 de setembre, amb el Jaime I, el Cervantes i cinc destructors, salpen de Màlaga i el 26 del mateix mes van abandonar la zona de l'Estret de Gibraltar per acudir en ajuda de les forces republicanes aïllades al nord d'Espanya. De tornada a la Mediterrània, l'esquadra governamental va tenir la seva base a Cartagena.
El 22 de novembre de 1936, el Cervantes va ser torpedinat pel submarí pirata italià Torricelli quan es trobava ancorat enfront del port de Cartagena. Malgrat sofrir greus avaries, va poder ser remolcat fins al port. A causa d'un bombardeig, les reparacions es van allargar fins a l'11 d'abril de 1938.
El 5 de març de 1939, després de la revolta a la ciutat, va salpar de Cartagena juntament amb el gruix de l'esquadra republicana amb rumb a Bizerta (Tunísia), on va arribar l'11 de març. L'endemà es va sol·licitar l'asil polític per part dels tripulants, i els vaixells van quedar internats sota la custòdia d'uns pocs tripulants espanyols a cada un. La resta de la dotació va ser conduïda a un camp de concentració en la localitat de Meheri Zabbens. El 31 de març de 1939 va arribar a Bizerta, a bord dels transports Mallorca i Marquès de Comillas, el personal que hauria de fer-se càrrec dels vaixells internats.
En 1949, va portar a Lisboa Francisco Franco, i el maig de 1952, fins a Barcelona, per a la celebració del Congrés Eucarístic Internacional de Barcelona. Va ser un dels vaixells utilitzats per desembarcar soldats espanyols en les costes africanes durant la Guerra d'Ifni.
Va ser donat de baixa el 1964 i venut per a desballestament en pública subhasta, i el casc va ser adjudicat a Joaquín Balsalobre Pedreño per 31.680.000 pessetes